# دنی میراندا
دنی میراندا (انگلیسی: Danny Miranda؛ زادهٔ ۱۲ نوامبر ۱۹۷۸) بازیکن بیسبال اهل کوبا بود.